# Drymodromia plurabella
Drymodromia plurabella är en tvåvingeart som beskrevs av Jones 1940. Drymodromia plurabella ingår i släktet Drymodromia och familjen dansflugor.
Artens utbredningsområde är Uganda. Inga underarter finns listade i Catalogue of Life.